# معاهده کشورهای مستقل مشترک‌المنافع در مورد منطقه آزاد تجاری
معاهده منطقه آزاد تجاری یک معاهده بین‌المللی در مورد تجارت آزاد کالا است که توسط هشت کشور پس از فروپاشی اتحاد جماهیر شوروی در ۱۸ اکتبر ۲۰۱۱ در نشست کشورهای مشترک المنافع امضا شد. شورای سران دولت در سن پترزبورگ و در ۲۰ سپتامبر ۲۰۱۲ لازم الاجرا شد. این منطقه تجارت آزاد بین روسیه، اوکراین، بلاروس، مولداوی، ارمنستان، قرقیزستان، قزاقستان و تاجیکستان قرار دارد. این معاهده و سایر توافقات در داخل کشورهای مشترک المنافع روابط با کشورهای ثالث را تنظیم نمی‌کند، بعضی شرایط به کشورهای عضو اجازه می‌دهد تا موافقت نامه‌های اف‌تی‌ای را با سایر کشورها منعقد کنند و همچنین به اتحادیه‌های گمرکی بپیوندند یا ایجاد کنند.